# Robin Hobb
Margaret Astrid Lindholm Ogden (n. 5 martie 1952) este o scriitoare americană de fantasy, care a publicat și science fiction.
Din 1983 până în 1992, a scris doar sub pseudonimul Megan Lindholm. Ficțiunile scrise sub acest pseudonim sunt, în marea lor majoritate, lucrări de fantasy contemporan. Din 1995 a început să folosească pseudonimul Robin Hobb pentru cărți de fantasy european medieval, tradițional. La ora actuală folosește ambele pseudonime și locuiește în Tacoma, Washington. Până în 2003 vânduse peste 1 milion de exemplare ale primelor nouă cărți scrise sub pseudonimul Robin Hobb. De curând a terminat de scris un roman în două volume intitulat The Rain Wild Chronicles. Titlurile volumelor sunt: The Dragon Keeper și Dragon Haven. Următoarea carte publicată va fi o antologie intitulată The Inheritance, care va cuprinde povestiri scrise sub ambele pseudonime. În acest moment lucrează la următoarea ei carte, încă fără titlu, care va continua povestea unora dintre personajele care apar în The Rain Wilds Chronicles.

## Viața
Margaret s-a născut în California în 1952, dar a crescut în Alaska. După terminarea școlii a urmat cursurile Universității Denver pentru un an, apoi a revenit în Alaska. La optsprezece ani s-a căsătorit cu Fred Ogden, cu care are patru copii. Cei doi s-au în insula Kodiak. Margaret a vândut prima povestire, începându-și cariera de scriitor pentru reviste de copii cum ar fi Humpty Dumpty și Highlights for Children. A realizat și materiale educaționale, opere scurte de ficțiune folosite în programele de lectură SRA. În 1980, a primit premiul Alaska State Council of the Arts pentru povestirea "The Poaching".
Atracția către fantasy și science fiction a determinat-o să scrie texte aparținând acestor genuri. A publicat o serie de povestiri în fanzine ca Space and Time (editat de Gordon Linzner) înainte de a vinde "Bones for Dulath" pentru Amazons!, sub pseudonimul Megan Lindholm. Antologia a fost publicată de revista Daw, editată de Jessica Amanda Salmonson și a câștigat un premiu mondial de fantasy pentru "Cea mai bună antologie a anului". Aceasta a fost prima povestire publicată în care apar două personaje populare, Ki și Vandien. Un al doilea text în care apar, "The Small One", a apărut în Fantastic Stories Vol.27, #11 (1980). În 1982 a vândut primul roman, Harpy's Flight, lui Terry Windling de la Ace Publishing, punând bazele carierei ei de romancier. Cărțile publicate sub pseudonimul Megan Lindholm au ajuns finaliste ale premiilor Hugo și Nebula.
În următorii zece ani s-a mutat în diferite locuri din State, înainte de a se stabili la Washington și de a începe să scrie fantasy și science fiction. Cărțile ei au fost apreciate de Orson Scott Card, care a afirmat că ea "indiscutabil a stabilit standardul pentru romanele moderne fantasy". A fost invitat de onoare la Loncon 3, a 72-a ediție a Worldcon, care a avut loc între 14 și 18 august 2014.

## Cariera scriitoricească
Între 1983 și 1992, a scris exclusiv sub pseudonimul Megan Lindholm. Ficțiunile publicate sub acest nume acoperă mai multe zone ale genului fantasy, de la aventuri (The Ki and Vandien Quartet) la fantezia urbană (Wizard of the Pigeons).
Din 1995 a început să folosească pseudonimul Robin Hobb pentru epopei fantasy tradiționale, publicând în paralel și sub cel vechi. Până în 2003 a vândut peste 1 milion de exemplare din primele nouă romane pe coperta cărora a apărut ca Robin Hobb. Recent a terminat un roman în patru volume, intitulat The Rain Wild Chronicles și format din The Dragon Keeper, Dragon Haven, City of Dragons și Blood of Dragons, ultimul lansat în 2013. Unul dintre ultimele volume publicate, The Inheritance, cuprinde povestiri scrise atât sub pseudonimul Robin Hobb, cât și Megan Lindholm.
În 2013 s-a anunțat că autoarea va reveni la îndrăgitele personaje Fitz și Bufonul, cu o trilogie intitulată Fitz and the Fool. Primul volum, The Fool's Assassin, a fost publicat în august 2014 în Statele Unite și Marea Britanie.

### Ca Megan Lindholm

#### The Ki and Vandien Quartet
- Harpy's Flight (1983) ISBN 0-00-711252-1
- The Windsingers (1984) ISBN 0-00-711253-X
- The Limbreth Gate (1984) ISBN 0-00-711254-8
- Luck of the Wheels (1989) ISBN 0-00-711255-6

#### Tillu and Kerlew
- The Reindeer People (1988) ISBN 0-00-711422-2
- Wolf's Brother (1988) ISBN 0-00-711434-6

#### Alte cărți
- Wizard of the Pigeons (1985)
- Cloven Hooves (1991) ISBN 0-553-29327-3
- Alien Earth (1992) ISBN 0-553-29749-X
- The Gypsy (1992) cu Steven Brust ISBN 0-7653-1192-5

#### Povestiri
- Cut (Citește online Arhivat în 2 decembrie 2008, la Wayback Machine.)

### Ca Robin Hobb
- Atlanta Nights

#### The Realm of the Elderlings

##### TrilogiaFarseer
- Assassin's Apprentice (1995)

ro. Ucenicul asasinului - Editura Nemira 2009
- Royal Assassin (1996)

ro. Asasinul regal - Editura Nemira 2010
- Assassin's Quest (1997)

ro. Răzbunarea asasinului - Editura Nemira 2011

##### TrilogiaLiveship Traders(Corăbiile însuflețite)
- Ship of Magic (1998)
  - ro.: Robin Hobb, Corabia magiei, traducere de Ana Veronica Mircea, Colecția Armada, Editura Nemira, 2019[16]
- The Mad Ship (1999)
  - ro.: Robin Hobb, Corabia nebună, traducere de Ana-Veronica Mircea
- Ship of Destiny (2000)
  - ro.: Robin Hobb, Corabia destinului

##### The Rain Wild Chronicles
- Dragon Keeper (2009)
- Dragon Haven (2010)
- City of Dragons (2011)
- Blood of Dragons (2012)

##### TrilogiaOmul arămiu
- Fool's Errand (2001)

ro. Misiunea Bufonului - editura Nemira, 2014
- Golden Fool (2002)

ro. Bufonul de aur, traducere de Antuza Genescu, editura Nemira, Nautilus, 2016
- Fool's Fate (2003)

ro. Destinul bufonului, editura Nemira, Nautilus, 2017

#### Trilogia Fitz and the Fool
- Fool's Assassin (2014)

#### Trilogia Forest Mage
- Shaman's Crossing (2005)
- Forest Mage (2006)
- Renegade's Magic (2008)

#### Povestiri
- "The Inheritance" (The Realm of the Elderlings) în Voyager 5: Collector's Edition. Paperback promoțional, nu e de vânzare. Poate fi cumpărată în format electronic de pe Amazon.com.
- "Homecoming" (The Realm of the Elderlings) în Legends II, editată de Robert Silverberg.
- "Words Like Coins" (The Realm of the Elderlings)
- The Triumph, o povestire istorică din antologia Warriors.

#### Antologii
- The Inheritance (2011), a antologie a autorilor de ficțiune aflată în pregătire, în care apare atât ca Robin Hobb cât și ca Megan Lindholm.

## Interviuri
- Interview condus de Annaïg Houesnard pentru Elbakin.net pe durata "Les Imaginales" 2008.
- Interview condus de Rob Bedford pentru sffworld.com
- Interview condus de Patrick pentru sffworld.com
- Interview on wotmania.com Arhivat în 2 decembrie 2008, la Wayback Machine.
- Interview[nefuncțională]
 condus de Jay Tomio pentru BSCreview.com